# Langkuifdwergtiran
De langkuifdwergtiran (Lophotriccus eulophotes) is een zangvogel uit de familie Tyrannidae (tirannen).

## Verspreiding en leefgebied
Deze soort komt voor in het uiterste zuidwesten van amazonisch Brazilië en aangrenzend zuidoostelijk Peru en noordwestelijk Bolivia.

## Status
De grootte van de populatie is niet gekwantificeerd maar de soort wordt omschreven als schaars en met een versnipperde verspreiding. Op de Rode lijst van de IUCN heeft deze soort de status niet bedreigd.